# Mahaut River (Rosalie Bay)
Der Mahaut River ist ein kurzer Bach an der Ostküste von Dominica im Parish Saint David.

## Geographie
Der Mahaut River entspringt an einem Ausläufer des Morne Jaune und fließt in steilem Lauf nach Osten und mündet in der Rosalie Bay über die Steilküste in den Atlantik.
Oberhalb der Küstenstraße bildet er den kleinen Wasserfall Twa Bassens (3 Basins; ⊙).
Benachbarte Bäche sind Ravine Mouton im Norden und River Bibiay im Süden.
Mehrere weitere Gewässer in Dominica tragen ähnliche Bezeichnungen, so der Kuerek (Mahaut River) weiter nördlich im Carib Territory und die Ravine Mahaut bei Petite Soufrièré.